# Omar m'a tuer
Omar m'a tuer es una película dramática marroquí de 2011 dirigida por Roschdy Zem. La película fue seleccionada como la entrada marroquí a la Mejor Película en Lengua Extranjera en los 84.ª edición de los Premios Óscar. El 18 de enero de 2012, la película fue nombrada como una de las nueve entradas preseleccionadas para los premios Oscar. Zem, Olivier Gorce, Rachid Bouchareb y Olivier Lorelle fueron nominados colectivamente al Premio César a la Mejor Adaptación y Sami Bouajila fue nominado al Premio César al Mejor Actor.

## Sinopsis
La película narra los hechos que comenzaron en el verano de 1991 cuando la rica heredera, Ghislaine Marchal, fue encontrada asesinada en el sótano de su casa con el mensaje "Omar M'a Tuer" (francés gramaticalmente incorrecto, aproximadamente "Omar me ha matado"). escrito al lado con su propia sangre. A pesar de la falta de pruebas forenses o de ADN, su jardinero marroquí, Omar Raddad, fue acusado de inmediato, declarado culpable y condenado a 18 años en una prisión francesa. Conmocionado por el caso y convencido de su inocencia, el periodista Pierre-Emmanuel Vaugrenard se traslada a Niza para investigar.

## Reparto
- Sami Bouajila como Omar Raddad
- Denis Podalydès como Pierre-Emmanuel Vaugrenard
- Maurice Benichou como Jacques Vergès
- Salomé Stevenin como Maud
- Nozha Khouadra como Latifa Raddad
- Pascal Elso como André de Comminges
- Afida Tahri como La mère de Latifa
- Yanis Abdellaoui como Karim niño
- Ayoub El Mahlili como Karim jeune garçon
- Martial Rivol como Presidente Djian
- Lounès Tazairt como M. Sheriff (como Lounès Tazairt)